# Archaeobatrachia
Archaeobatrachia — підряд земноводних ряду Безхвості. Має 3 родини, 7 родів та 30 видів. Інша назва «давні жаби».

## Опис
Загальна довжина представників цього підряду коливається від 2,5 до 10 см. Це найбільш примітивні безхвості земноводні. Їх предки мешкали ще 200 млн років тому. Деякі види збереглись з тих пір у практично незмінному вигляді. Особливістю їх є наявність 9 двояковогнутих (амфіцельних) хребців. Невелика частина наділена 8 задньовогнутими (опістоцельними) хребцями. Зберегли рудименти хвоста, що має значення при розмножені, або рудименти хвостових м'язів.

## Спосіб життя
Полюбляють лісові, гірські, скелясті, вологі місцини. Значну частину життя проводять у воді. Активні вночі або у присмерку. Живляться безхребетними, інколи рослинною їжею.
Усі представники цього підряду яйцекладні амфібії. При паруванні самець хапає самицю амплексусом.

## Розповсюдження
Ареал доволі преривчастий: поширені у північній Америці, Західній Європі, північній Африці, Передній, Південно-Східній, Східній Азії, Новій Зеландії.

## Родини
- Круглоязикові (Alytidae)
- Кумкові (Bombinatoridae)
- Гладконоги (Leiopelmatidae)